# Stefan Wischnewski
Stefan Wischnewski (* 1974 in Neumünster) ist ein deutscher Bildhauer, Installationskünstler und Videokünstler.

## Leben
Stefan Wischnewski studierte von 1997 bis 2003 an der Akademie der Bildenden Künste München und war 2001 Meisterschüler bei James Reineking. 2002 erhielt er ein Gaststipendium am Zentrum für Kunst und Medientechnologie der Staatlichen Hochschule für Gestaltung Karlsruhe bei Dieter Kiessling. Von 2004 bis 2005 erhielt er Stipendium des  Deutschen Akademischen Austauschdienstes (DAAD) für Schweden und ist seit 2011 in der Projektförderung der Landeshauptstadt München. Er lebt und arbeitet in München.

## Werke (Auswahl)
- 2016: „Auf die Plätze“ am Gymnasium München-Nord

## Auszeichnungen
- 2007: Bayerischer Kunstförderpreis in der Kategorie „Bildende Kunst“
- 2009: Leonhard und Ida Wolf-Gedächtnispreis in der Kategorie „Bildende Kunst“